# Cuerpo de Bomberos de San Carlos
El Cuerpo de Bomberos de San Carlos es un cuerpo de bomberos de la República de Chile y una institución chilena sin fines de lucro fundado el 1 de junio de 1924 con el objetivo de constituirse como cuerpo de bomberos voluntario en la zona noreste de la Región del Ñuble.
El Cuerpo de Bomberos está dividido en 4 compañías .

## Historia del Cuerpo de Bomberos de San Carlos

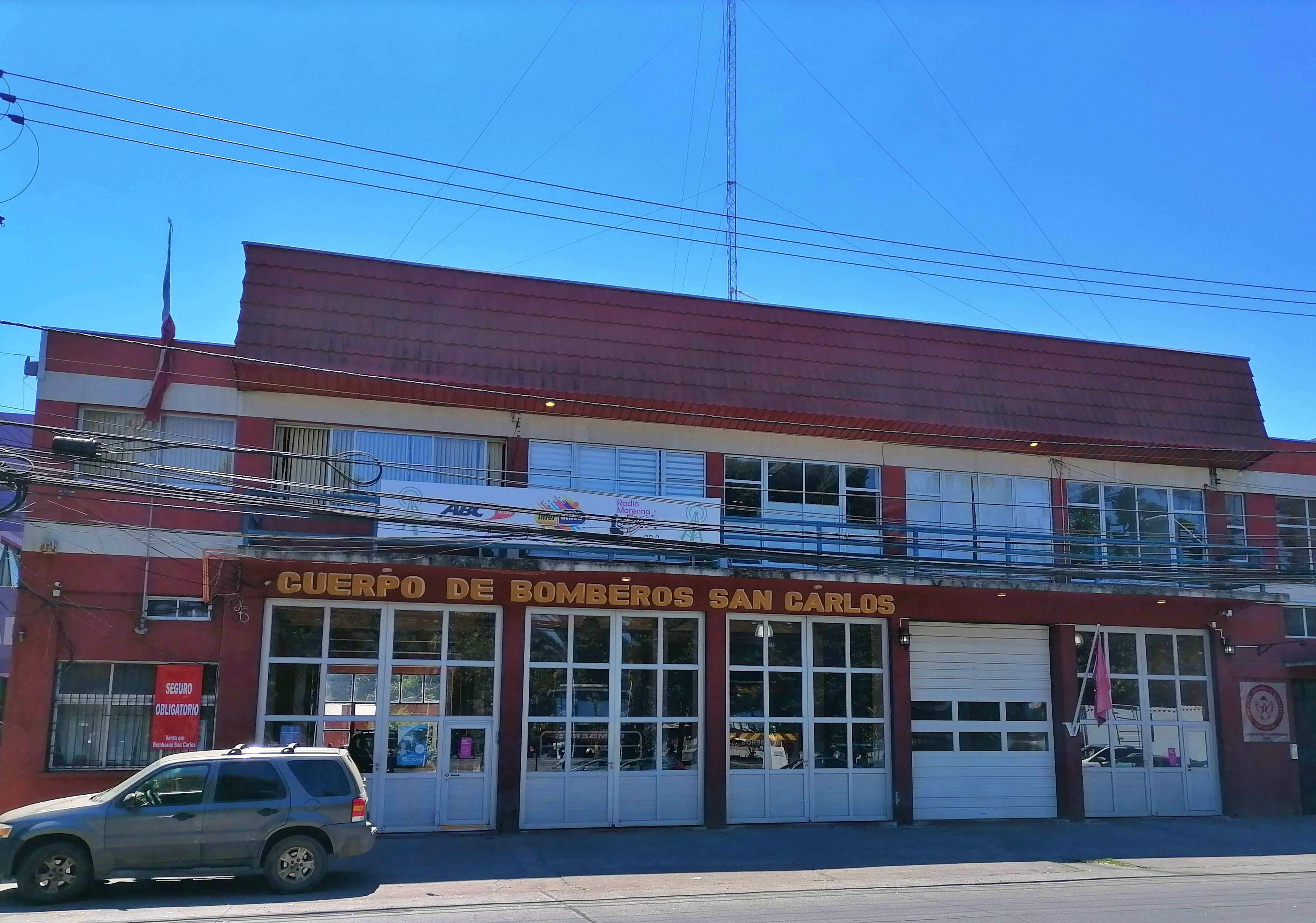
Edificio del Cuerpo de Bomberos de San Carlos, frente a la Plaza de armas de San Carlos

El 1 de junio de 1924, ubicados en el Hotel Acuña de la ciudad, un grupo de jóvenes acordaron crear el Cuerpo de Bomberos de San Carlos, cuyo decreto se realizó el mismo día. El Superintendente de la institución Sería Juan de Dios Acuña, quien encabezó al grupo que fundó el capítulo local de la institución.
Tras el terremoto de 1939, el presidente de la República, quien visitó la ciudad encomendó al gobernador de la ciudad que reorganizara el cuerpo y que se le diera personalidad jurídica; hecho realizado el 6 de septiembre de 1939.
La segunda compañía se crea el 29 de agosto de 1949, teniendo como director en sus inicios a Dn. Julio Paul. Para la adquisición del primer carro bomba y la construcción del edificio del cuartel, los diputados Lucio Concha Molina y Carlos Montané Castro obtuvieron donaciones del Supremo Gobierno, de la Corporación de Reconstrucción y Auxilio y de la subvención del presupuesto de la nación durante varios años. El 26 de noviembre de 1989, se crea la tercera compañía con sede en Cachapoal, ya que es uno de los pueblos más importantes y poblados del sector. Ya en 1995 se crea la Cuarta compañía con sede en San Fabián de Alico la que posteriormente el 4 de diciembre de 2022 paso a fundar el cuerpo de Bomberos de San Fabian De Alico 
La Brigada Ultra Estación es reconocida como tal el 16 de febrero de 2021. Esta se formó, debido a que el populoso barrio, está ubicado en el sector poniente de la comuna y al otro lado de la línea férrea y este no cuenta con un cuartel de bomberos que acuda a las emergencias en aquel sector.

## Compañías y lemas
- Primera Compañía de San Carlos Abnegación y Constancia"
- Segunda Compañía de San Carlos"Sacrificio y Disciplina"
- Tercera Compañía de Cachapoal "Voluntad y Esfuerzo"
- Cuarta Compañía de San Fabián "Lealtad y Sacrificio"
- Brigada Ultra Estación de San Carlos "Unidos para Servir"